# Saint Kevin's Way
Le Saint Kevin's Way (littéralement « chemin de saint Kevin » ; en irlandais : Slí Chaoimhin) est un sentier de randonnée pédestre et un chemin de pèlerinage qui s'étend sur 30 kilomètres de longueur dans les montagnes de Wicklow, en Irlande.

## Parcours
Il débute à Hollywood, traverse Wicklow Gap et se termine aux ruines du monastère médiéval de Glendalough, dans le comté de Wicklow. Un chemin alternatif depuis Valleymount permet d'accéder au sentier principal au pont Ballinagee. Un jour de marche suffit pour parcourir le tracé. Le parcours suit les pas de saint Kevin qui traversa le massif au VIe siècle pour fonder le monastère. Il a été développé par l'Heritage Council. Il est balisé par des poteaux représentant un pèlerin jaune et une flèche directionnelle.